# Pseudolampona kroombit
Pseudolampona kroombit är en spindelart som beskrevs av Norman I. Platnick 2000. Pseudolampona kroombit ingår i släktet Pseudolampona och familjen Lamponidae.
Artens utbredningsområde är Queensland. Inga underarter finns listade i Catalogue of Life.